# Chiesa ortodossa bulgara

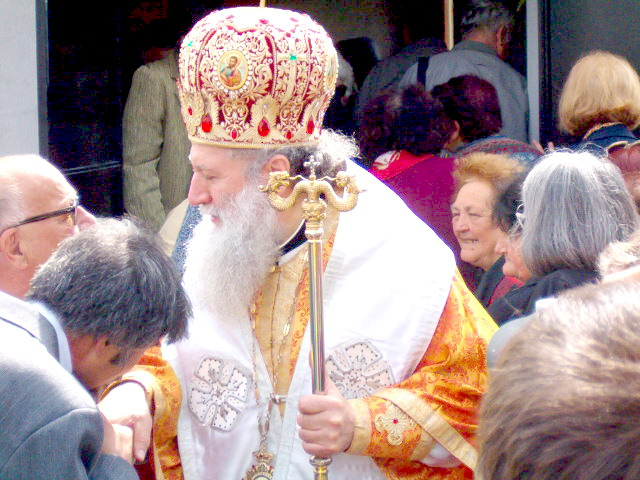
Neofito, patriarca dal 2013 al 2024.

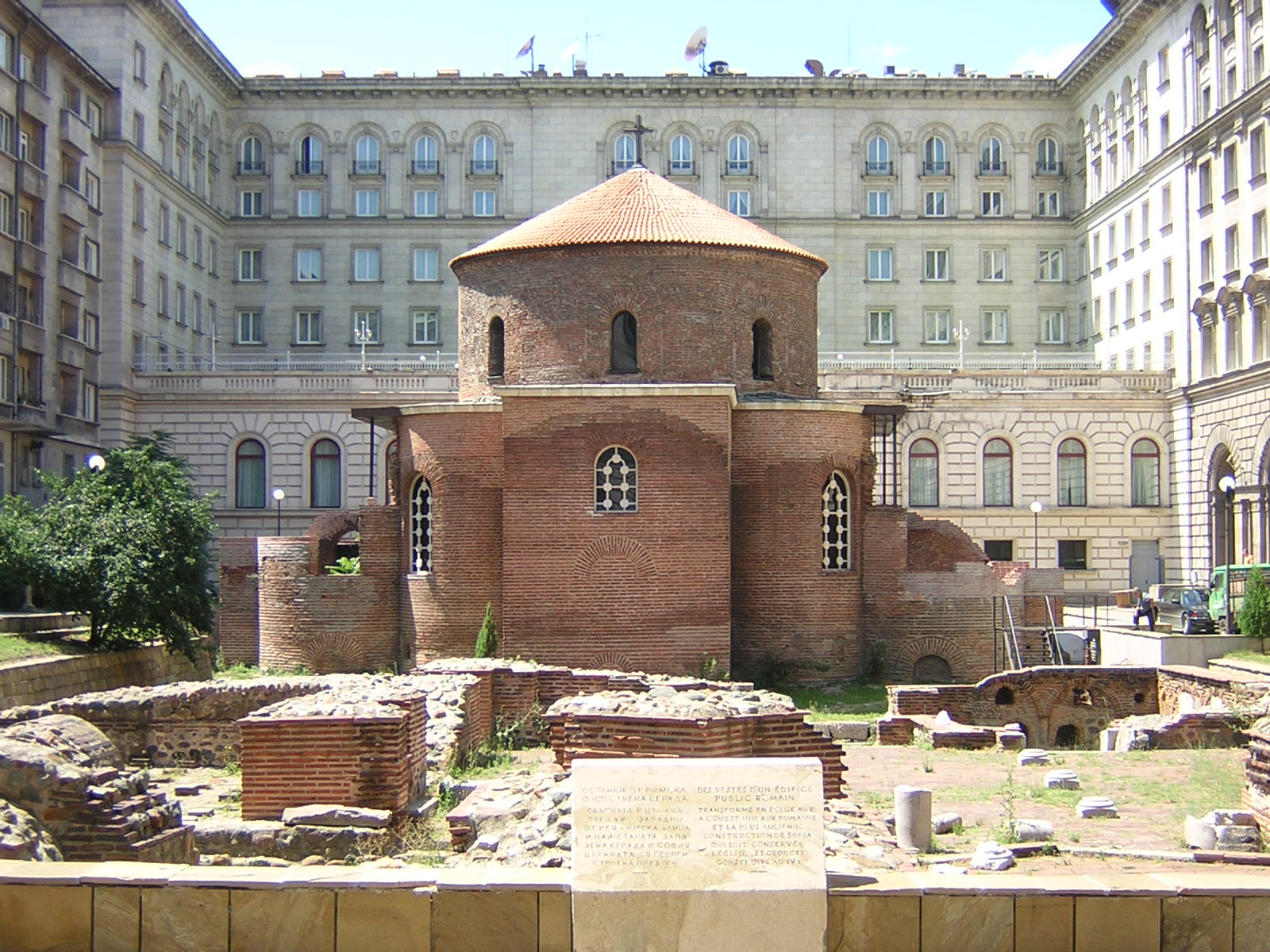
La chiesa di San Giorgio a Sofia.

La Chiesa ortodossa bulgara (in bulgaro Българска православна църква?, Bălgarska pravoslavna cărkva), ufficialmente il Patriarcato bulgaro (in bulgaro Българска патриаршия?, Balgarska patriaršija), è una Chiesa cristiana ortodossa autocefala, con 6,5 milioni di fedeli in Bulgaria e un numero di fedeli tra 1,5 e 2,0 milioni nei restanti paesi europei, nelle Americhe e in Australia.

## La cristianizzazione della Bulgaria
Nell'anno 864 il principe Boris I, Knjaz di Bulgaria, si fece battezzare e ciò scatenò una forte reazione da parte dell'aristocrazia boiara che si rivoltò e cercò di ucciderlo per ripristinare il paganesimo. Boris reagì prontamente e spietatamente, ma in seguito se ne rammaricò attribuendo la sua conversione alle pressioni del clero bizantino. Ricevette dal patriarca Fozio un'epistola che rimarcava la preminenza della sede di Costantinopoli sulla Chiesa bulgara; tuttavia, decise di non tenerne conto mentre Boris nell'866 inviò un'ambasceria sia al re dei Franchi Ludovico II il Germanico per richiedergli missionari che al papa Niccolò I per chiedere l'autonomia con un patriarca, oltre a una serie di quesiti. Quest'ultimo in un sinodo romano dell'863 aveva scomunicato Fozio e i suoi seguaci a seguito del sinodo costantinopolitano del 861 (ove, tra l'altro, si negava la restituzione dell'Illirico, sottratto a Roma un secolo prima). Niccolò I decise di inviare a Boris i due vescovi Formoso di Porto e Paolo di Populonia con le risposte ai suoi quesiti di cui anche Fozio venne a conoscenza.
La cosa provocò l'indignazione del patriarca Fozio che tentò di rimediare alla mancanza di rispetto di Boris convocando un altro sinodo (867) nel quale:
- condannò l'apostasia bulgara;
- scomunicò il papa Niccolò I;
- condannò la dottrina del filioque;
- proclamò imperatore d'Oriente il re dei Franchi, Ludovico II il Germanico, incoraggiandolo a deporre il papa.

### La Chiesa bulgara sotto papa Adriano II
In seguito fu il nuovo imperatore Basilio I a deporre Fozio; tuttavia papa Niccolò I, morto nel 867, non poté venire a saperlo. Il suo successore Adriano II inviò due legati: Marino (in seguito papa col nome di Marino I) e Leone a Costantinopoli dove Ignazio, ritornato patriarca per ordine di Basilio, indisse un concilio che durò dall'869 all'870. All'ultima sessione del concilio prese parte anche un'ambasceria bulgara che cercava di avere da Bisanzio ciò che non otteneva da Roma. Lì i legati pontifici reclamavano i diritti sulla penisola balcanica dell'Illiria quale proprio territorio canonico, mentre i bizantini lo rivendicavano come antico possedimento del loro impero. La maggioranza orientale dei partecipanti ebbe la meglio: la Chiesa bulgara fu riconosciuta autonoma nell'870, ma sotto il patrocinio costantinopolitano. Fu Ignazio dunque (cioè Costantinopoli) e non Adriano II (cioè Roma) ad inviare nuovi preti e consacrare un nuovo vescovo in Bulgaria che fu Giuseppe dall'870 all'877.

### La Chiesa bulgara sotto papa Giovanni VIII
Papa Adriano II morì nell'872 e gli succedette papa Giovanni VIII che riprese la politica precedente. Basilio I si era rivolto a Roma pregando papa Giovanni VIII di inviare legati per un concilio di pacificazione definitiva della Chiesa bizantina, il papa acconsentì ed inviò due legati a Costantinopoli. Ignazio però era morto, al suo posto i legati trovarono nuovamente come patriarca Fozio. Papa Giovanni venutolo a sapere promise allora di riconoscere Fozio quale patriarca a patto che venissero rispettate due condizioni da lui poste:
- che Fozio domandasse perdono pubblicamente per aver scomunicato papa Niccolò I;
- che Fozio lasciasse la Bulgaria sotto il controllo papale.

La stragrande maggioranza dei circa 400 vescovi riuniti da Fozio a Costantinopoli per il concilio dell'879-880 non tennero in gran conto queste richieste del papa e di fatto Fozio non solo ne uscì indenne, ma anche ugualmente popolare, tanto da essere salutato come pastore sommo; tuttavia questa situazione durò poco: sarebbe stato nuovamente deposto nell'886 e destinato a morire esiliato in monastero. Papa Giovanni VIII per convenienza diplomatica non presentò ulteriori pretese anche perché aveva urgente necessità dell'esercito e della flotta bizantina contro gli Arabi. Fu il (doppio) Concilio stesso che ne uscì screditato: non solo fu l'ultimo ecumenico ma fu persino ignorato da varie Chiese ortodosse che ne commemorano sette.

### Il contributo di Cirillo e Metodio alla cristianizzazione dei Bulgari
Cirillo e Metodio erano due fratelli originari di Tessalonica istruiti a Costantinopoli che conoscevano la lingua slava meridionale, furono mandati da Fozio sul finire dell'863 nella Grande Moravia per cristianizzare i sudditi del re Rastislav dietro sua richiesta. La liturgia bizantina già si adattava ad essere celebrata nelle lingue locali dei luoghi in cui si svolgevano i riti, occorreva solo dare alla lingua slava una forma scritta. Questo progetto venne compiuto adoperando l'alfabeto greco con l'aggiunta di sei lettere latine od inventate per lo scopo, così facendo fu creata una scrittura capace di riprodurre tutta la fonetica slava chiamata alfabeto glagolitico, questo alfabeto venne usato per tradurre gran parte dei testi liturgici. 
Nell'864 Rastislav dovette sottostare a Ludovico II e alla sua politica missionaria in Moravia che veniva svolta tramite gli arcivescovati franco-germanici di Salisburgo e Passavia; tuttavia, questo non sfavorì i missionari bizantini che, pur essendo appena giunti, già parlavano la stessa lingua degli indigeni.
Per cercare nuovi sacerdoti Cirillo e Metodio ripartirono per Costantinopoli via mare salpando da Venezia e lì furono invitati a Roma da papa Niccolò I che nel frattempo era venuto a conoscenza della loro opera missionaria attraverso il clero franco-germanico. Niccolò morì durante il loro viaggio e per questo i due fratelli furono accolti da papa Adriano II nell'867 e vennero festeggiati come degli inviati da Dio: regalarono infatti le reliquie di san Clemente papa, trovate da Cirillo nella sua precedente missione tra i Cazari.
Cirillo divenne monaco e morì durante il soggiorno romano nell'869; nello stesso anno Metodio fu ordinato prete e reinviato in Moravia come vescovo. Nominato poi arcivescovo della Moravia e della Pannonia, sotto la spinta del re del luogo Kocel, fu fatto titolare di Sirmio (l'attuale Sremska Mitrovica). Il papa di fatto dette scacco al Patriarcato bizantino ed alla Chiesa bavarese dando un implicito placet alla costituzione della chiesa nazionale slava. 
Quando però Metodio giunse in Pannonia vi trovò come re Svatopluk, alleato dei Franchi che avevano deposto Rastislavo. Metodio fu arrestato e condannato nell'870, restò in carcere per due e poi fu rimesso in libertà per insistenza papale; gli venne però proibito di adoperare la lingua slava nella liturgia fuorché nella predicazione. 
Nell'880 Metodio si recò a Roma al fine di contrastare le accuse dei suoi avversari, il suo lavoro fu quindi riconosciuto e approvato da papa Giovanni VIII. Questo veniva però ugualmente screditato dal vescovo di Nitra Vichingo. Nell'881-882 tornò a Costantinopoli forse per cercare l'appoggio politico ed ecclesiale, dopo quasi venti anni, anche da Fozio.

### La cristianizzazione operata in Bulgaria dalsanto settenario
Metodio, ritornato poi in Moravia e sentendosi vicino alla morte, nominò Gorazd suo successore e indicò altri suoi quattro discepoli come future guide della nascente chiesa slava, questo gruppo formato da Gorazd e i quattro discepoli insieme ai loro due fondatori Cirillo e Metodio fu chiamato poi dalla tradizione "il santo settenario". Metodio morì nell'885 a Velehrad, ma Gorazd non poté subito sostituirlo poiché costretto a rifugiarsi altrove dall'opposizione crescente del vescovo Vichingo di Nitra che aveva ormai ottenuto l'appoggio del re Svätopluk e del nuovo papa Stefano V. 
Così la liturgia slava che era nata in Moravia trovò il suo sviluppo nella Bulgaria che si trovò a dare i natali a tutta la letteratura slava. Accolto con gioia da Boris, il santo Settenario elaborò un piano dettagliato per la slavizzazione della Bulgaria che allora si reggeva sull'instabile equilibrio tra slavi danubiani e bulgari turanici. Tra i rifugiati in Bulgaria c'era il prete Clemente che divenne nell'893 sotto il re Simeone il primo fra gli slavi a ricevere l'episcopato.

### L'autocefalia ed il patriarcato dell'impero bulgaro
Clemente concentrò la sua attività missionaria ad Ocrida che divenne, grazie a lui e a Boris la principale città della cultura slava. Durante la guerra dell'894-896 i compagni di Clemente Naum e Angelario si stabilirono vicino a Preslav dove fondarono un'altra scuola di letteratura paleoslava.
Mentre era in corso di svolgmento il concilio di Preslav dell'893 l'impero bulgaro adottò l'alfabeto glagolitico e l'antico slavo ecclesiastico nella sua variante bulgara come lingua ufficiale della chiesa e dello stato ed espulse il clero bizantino. Quindi dopo tale data l'antico slavo ecclesiastico divenne la terza lingua ufficiale dopo il greco ed il latino, questa fu riconosciuta dalle Chiese ed utilizzata durante le funzioni religiose e nella letteratura cristiana.
Il riconoscimento nell'870 durante il Concilio di Costantinopoli IV dell'autonomia della Chiesa bulgara e poi nel 927 del patriarcato bulgaro da parte di Costantinopoli, dopo che la stessa si era pure dichiarata autocefala nel 919 con l'arcivescovo Leonzio, farebbe della Chiesa cristiana bulgara la più antica Chiesa ortodossa slava autocefala nonché il primo nuovo patriarcato ad aggiungersi alla Pentarchia (Patriarcati di Roma, Costantinopoli, Alessandria, Antiochia e Gerusalemme) ed alla Chiesa apostolica autocefala georgiana che invece era esterna all'Impero e seguita nel 1346 dal patriarcato serbo (già Chiesa autocefala dal 1219); alla Chiesa bulgara mancava però il riconoscimento romano anche se solo fino alla soppressione di entrambi da parte di Costantinopoli avvenuta alla vigilia della guerra russo-turca del 1768. 
Dopo la fuga del 972 da Preslav e lo spostamento della sede ad Ocrida nel 990 (col patriarca Filippo) nel 1018 il patriarcato fu ridotto ad arcivescovato col patriarca David, ma l'autocefalia fu mantenuta con l'arcivescovo Giovanni I. Il patriarcato fu ristabilito a Tarnovo nel 1186 e riconosciuto nel 1235 dal sinodo di Lampsaco con il patriarca Gioaccino, fu poi ancora eliminato nel 1393 col patriarca Eutimio fino a quando anche l'Arcivescovato di Ocrida con l'arcivescovo Arsenio II venne soppresso nel 1767 dal Sultano Mustafà III a vantaggio del patriarca di Costantinopoli.

### Autocefalia e patriarcato del moderno stato bulgaro
Nel XIX secolo la Chiesa ortodossa bulgara riproclama la sua autocefalia come esarcato istituito nel 1870 da un firmano di Abdul Aziz, ciò avvenne contro il parere patriarcale dopo che i sudditi bulgari del Sultano tentarono di separare i territori e le popolazioni bulgare dall'unica "nazione" cristiana all'interno dell'Impero ottomano sotto il controllo del Patriarca ecumenico, tra i motivi di conflitto c'erano le regole che impedivano l'uso dello slavo ecclesiastico nelle parrocchie bulgare. Inoltre, il decreto stabiliva che i bulgari sarebbero stati governati da un esarca bulgaro residente ad Istanbul, questa circostanza comportò una violazione della legge canonica per il patriarcato in quanto stabiliva due distinte organizzazioni ecclesiastiche nello stesso territorio quando secondo le regole l'esarcato doveva avere sede nella stessa Costantinopoli. Si stabilì che su un medesimo territorio avrebbero potuto esserci due distinte giurisdizioni ortodosse: una con un vescovo greco e l'altra con un bulgaro, violando così il principio della territorialità. Nel 1872 Per far fronte alla situazione il patriarca Antimo VI convocò un concilio a Costantinopoli che condannò questo principio etnico nell'organizzazione della Chiesa noto come filetismo e scomunicò come scismatico il primo esarca bulgaro Antim I a capo dell'esarcato di Bulgaria dal 1872. Quest'ultimo fu deposto dal sultano nel 1877 e arrestato per aver appoggiato la rivoluzione bulgara del 1876 ma nel 1879 divenne presidente della nuova Assemblea nazionale bulgara, in ossequio alla nuova costituzione. Fu sostituito da Giuseppe che fu esarca dal 1877 alla morte nel 1915. La Chiesa bulgara venne considerata scismatica dalla maggioranza delle Chiese ortodosse, fatto che portò a una rottura con la Chiesa ortodossa serba e a un raffreddamento delle relazioni con la Chiesa greco-ortodossa. Tuttavia, nel 1879 dopo il trattato russo-turco il sultano Abdul Amid II emise un altro decreto che sancì l'autonomia delle terre bulgare nell'impero turco.
Il filetismo è una dottrina che sistematizza ciò che è prassi corrente circa i rapporti tra le Chiese ortodosse: quando una nazione conquista l'indipendenza politica, anche la sua Chiesa nazionale acquisisce l'autocefalia. Tale prassi ecclesiologica, oggi pur diffusa e consolidata, non è neppure un articolo di fede ufficialmente professato. A conferma di ciò, il Patriarcato di Mosca lo disconosce ancora negli anni Duemila (v. Ucraina e Bielorussia). L'autocefalia della Chiesa bulgara fu riconosciuta dal Patriarcato di Costantinopoli solo nel 1945. Ma la differenza sostanziale tra tradizionale autocefalia e filetismo è che il secondo pretende la divisione su base etnica prevedendo che su uno stesso territorio ci possano essere più strutture ecclesiastiche ortodosse indipendenti e non in comunione tra loro (come avviene nei territori cosiddetti "non canonici", per esempio in Nord America). 
Dopo le guerre balcaniche la sede esarcale fu spostata nel 1913 da Costantinopoli a Sofia e dopo la morte dell'esarca Giuseppe nel 1915 la Chiesa bulgara (i cui confini erano quasi identici a quelli del Regno di Bulgaria) venne governata dal Santo Sinodo, nel 1945 la Chiesa si riconciliò con Costantinopoli e il capo del Santo Sinodo riprese ad usare il titolo di esarca.
Nel 1953 oltre all'autocefalia nazionale fu riconcesso anche il patriarcato, sottraendo quindi territorio a quello di Costantinopoli. Un patriarcato nazionale sullo stesso livello di quelli della Serbia e della Romania non si accontentava del normale esarcato; tuttavia, i patriarcati storici sono sovranazionali in quanto necessitano del riconoscimento conciliare da parte di tutti e non solo del relativo patriarcato di appartenenza: nel momento in cui si identifica con un'istituzione nazionale, l'istituto patriarcale viene messo in crisi. 
Con la fine del regime comunista avvenuta nel 1992 sorsero dei dissensi all'interno della Chiesa nei confronti del patriarca Massimo. Nel 1996 avvenne uno scisma a seguito della nascita dal "Sinodo Alternativo di Bulgaria" sostenuto anche dal governo bulgaro, lo scisma perdurò fino al 2002 quando fu approvato un decreto che riconosceva quella ufficiale come l'unica Chiesa ortodossa bulgara mentre il sinodo alternativo si sfaldò progressivamente, restando nel 2012 con soli due vescovi.
Negli anni Duemila la Chiesa Ortodossa bulgara è in comunione con le altre Chiese ortodosse ed il suo patriarcato, riconosciuto sia dal Patriarcato di Russia che dal Patriarcato ecumenico di Costantinopoli, si trova attualmente in una situazione di conflitto territoriale. Non sono riconosciuti da Roma per la quale tutti i nuovi patriarcati nazionali anche se di fatto entità separate e indipendenti sono comunque abusivi dal punto di vista del riconoscimento sebbene essa sia favorevole all'autocefalia di ogni Chiesa nazionale. Dal 30 giugno 2024 il patriarca è Daniil, successore di Neofito deceduto il 13 marzo 2024.

## Presenza nel mondo

### Italia
La Chiesa ortodossa bulgara è presente in Italia con due parrocchie a Roma e Milano: la prima è intitolata ai santi Cirillo e Metodio ed è retta dallo ieromonaco Kliment Bobčev; la seconda è dedicata a sant'Ambrogio ed è retta da Ivalin Slavov. Le due parrocchie dipendono dal metropolita per l'Europa occidentale e meridionale con sede a Berlino. Il vescovo vicario per l'Italia è Thion.

## Organizzazione ecclesiastica

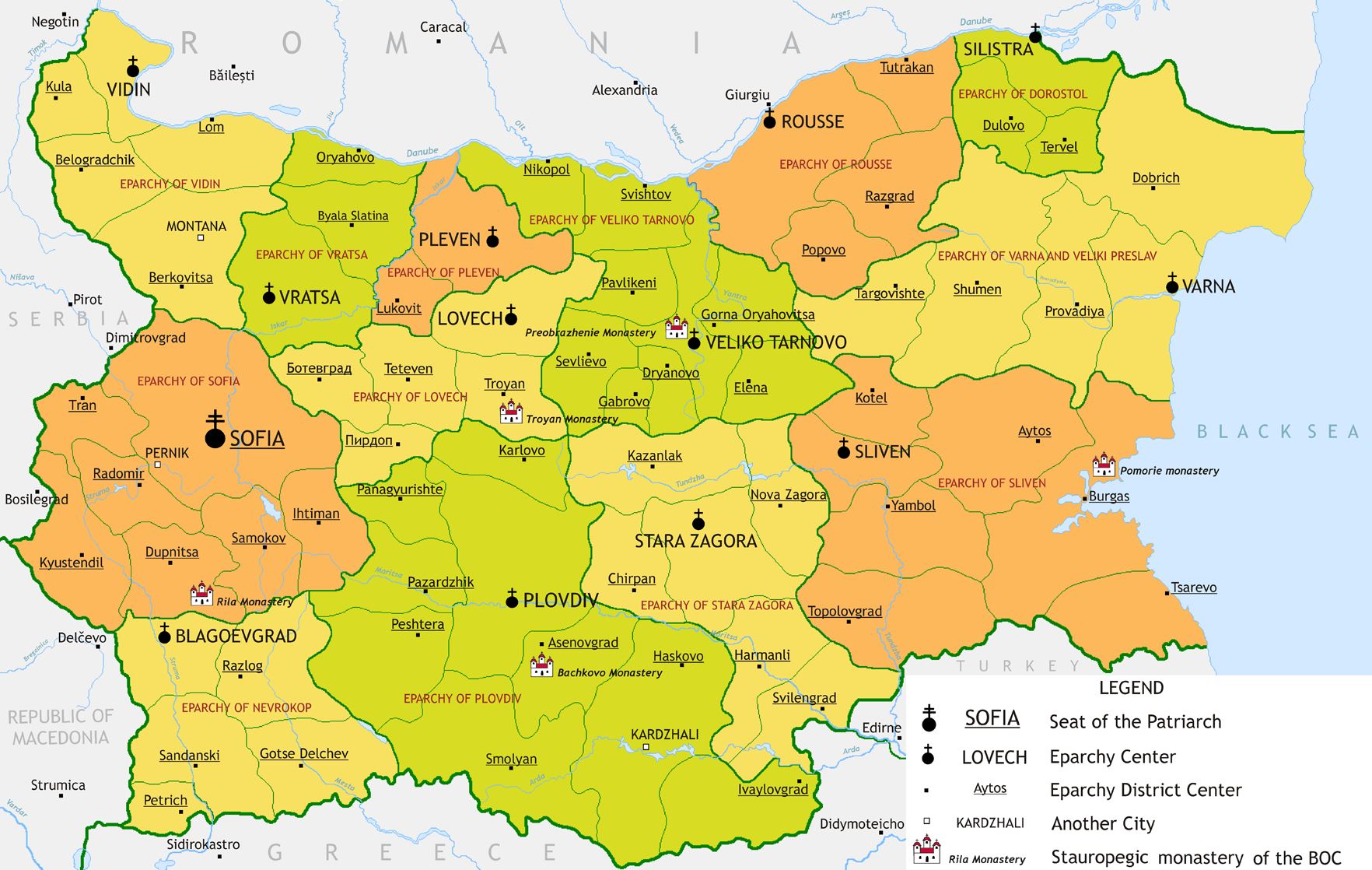
Circoscrizioni ecclesiastiche bulgare.

Le circoscrizioni ecclesiastiche ortoosse in Bulgaria sono le seguenti:
- Eparchia di Sofia, sede propria del patriarca
- Eparchia di Dorostol
- Eparchia di Loveč
- Eparchia di Nevrokop
- Eparchia di Pleven
- Eparchia di Plovdiv
- Eparchia di Ruse
- Eparchia di Sliven
- Eparchia di Stara Zagora
- Eparchia di Varna e Veliki
- Eparchia di Veliko Tărnovo
- Eparchia di Vidin
- Eparchia di Vraca

Esistono due circoscrizioni ecclesiastiche fuori dalla Bulgaria e che dipendono dal patriarcato di Sofia:
- Eparchia dell'Europa centrale e occidentale, con sede a Berlino
- Eparchia degli Stati Uniti, del Canada e dell'Australia, con sede a New York.

## Elezione del patriarca
Alla morte del patriarca la Chiesa osserva un lutto di 40 giorni. In seguito, il Santo Sinodo nomina tre candidati successori fra i metropoliti membri del Sinodo stesso. I candidati devono avere più di 50 anni ed essere metropoliti da almeno 5. Un concilio ecclesiale-popolare elegge poi il nuovo patriarca.

## Lista dei patriarchi di Bulgaria
Storicamente l'attuale patriarcato di Bulgaria (attivo dal 1953) è il terzo patriarcato bulgaro. I due precedenti patriarcati furono istituiti in occasione della nascita del primo e del secondo impero bulgaro:
1. patriarcato bulgaro di Preslav, riconosciuto dal Patriarca ecumenico di Costantinopoli nel 927 circa e soppresso nel 1018;
2. patriarcato bulgaro di Tărnovo, riconosciuto nel 1235 e soppresso nel 1393;
3. l'attuale patriarcato di Bulgaria, riconosciuto nel 1953.

Elenco dei patriarchi:
- Cirillo † (10 maggio 1953 - 7 marzo 1971 deceduto)
- Massimo † (4 luglio 1971 - 6 novembre 2012 deceduto)
- Neofito † (24 febbraio 2013 - 13 marzo 2024 deceduto)
- Daniele, dal 30 giugno 2024